# Aardappelmot
De aardappelmot (Phthorimaea operculella) is een vlinder uit de familie tastermotten (Gelechiidae). De wetenschappelijke naam is voor het eerst geldig gepubliceerd in 1873 door Zeller.
De soort komt voor in Europa.
De larvan van deze soort voeden zich met planten uit de nachtschadefamilie (Solanaceae), voornamelijk aardappels, tomaten en tabaksplanten. Ze brengen daarbij schade aan, waardoor de opbrengst vermindert en de kans op aantasting door plantenziekten toeneemt.